# Ceratozamia mexicana

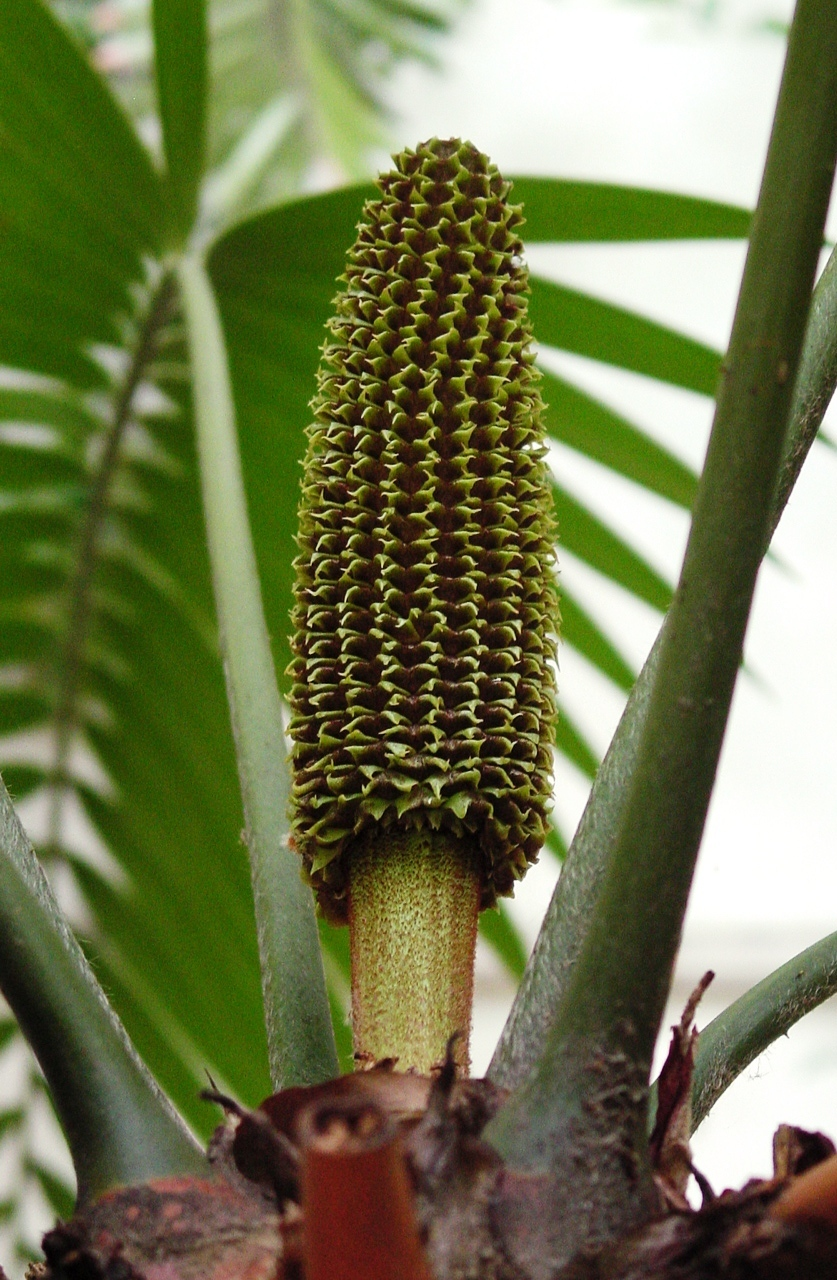
Porzós toboza

A Ceratozamia mexicana a cikászok (Cycadophyta törzsébe sorolt bunkóspálmafélék (Zamiaceae) családjában a  Ceratozamia nemzetség legismertebb faja.

## Származása, elterjedése
Mexikó Veracruz tagállamának középső–északi részén endemikus.

## Megjelenése, felépítése
Fásszárú, törzse mintegy fél méter magasra nő. Levélüstöke mintegy tucatnyi, párosan szárnyalt  levélből áll — ezek egyenként 1–1,5 m hosszúak, 20–50 cm-es levélkékkel. Az új levelek színe a bronzostól a világoszöldig változó; gyakran szőrösek.

## Életmódja, termőhelye
Az erdőségekben él az alföldek trópusi esőerdőitől a száraz hegyvidéki erdőkig. A nedves, de jó vízvezető talajt és a félárnyékot kedveli. Meglehetősen lassan nő.